# Municipios saludables

## Definiciones
1. Es una estrategia de la promoción de la salud que pretende que los ciudadanos como actores sociales, identifiquen sus necesidades y prioricen las actividades encaminadas para mejorar su bienestar y su calidad de vida. 
2. Según la carta de Ottawa y la experiencia europea se llaman ciudades saludables, cuando se habla de la experiencia de América latina se habla de municipios saludables. Son los municipios o ciudades que están continuamente creando y mejorando ambientes físicos y sociales, y expandiendo los recursos comunitarios que habilitan a la gente para apoyarse mutuamente en el desempeño de todas las funciones de la vida y para desarrollar su máximo potencial.

## Antecedentes e historia
Los municipios saludables tienen su origen en el informe Lalonde canadiense de 1974, pero es en 1984 (denominado entonces como ciudades saludables) en Toronto - Canadá en donde se da inicio a la adaptación para el hemisferio occidental de exitosas actividades en salud desarrolladas en Europa; continuada en 1992 en la Conferencia Internacional sobre Promoción de Salud y Equidad de Santa Fe de Bogotá - Colombia, por la Organización Panamericana de la Salud (como municipios saludables), en donde ahora son los municipios los en verdaderos espacios destinados a ser saludables. 
La ciudad o el municipio puede considerarse como un ecosistema orgánico que debe hallarse en equilibrio social, económico, ecológico y político.

## La participación social en los municipios saludables
La acción social se da por la interacción de los diferentes actores municipales que tienen que ver con la salud: habitantes, gremios de producción, representantes del estado, instituciones sociales, instituciones de atención médica y demás actores que estén involucrados de una u otra manera en el mejoramiento del bienestar colectivo.

## La experiencia en el Perú
La ejecución de esta estrategia en el Perú, puede considerarse innovadora en el aspecto de poder consolidar información de las comunidades en el Gobierno Local, teniendo en cuenta que esta información es obtenida a partir de la dinámica de empoderamiento y desarrollo de capacidades producto de la participación social en las comunidades y municipios. Esta información se ha logrado consolidar usando un sistema de información llamado SISMUNI.